# Vidwan S Shankar
Vidwan S. Shankar (nacido en 1950,en La India) es un cantante de música carnática clásica, discípulo de su madre Rajamma Sastry, de  Nagarathna Bai y Svallabham Kalyana Sundaram.
Se hizo famoso a raíz de ganar el primer premio en un concurso organizado por la All India Radio (AIR) en 1973. Participó en programas de música de la AIR en 1998 y en Radio Sangeetha Sammelan en 1992 y 2004 en Mumbai. Ha realizado muchas actuaciones tanto en India como en otros países del mundo. También participó en la organización del  taller de música "Bharatiya Vidya Bhavan", organizado en Londres, Reino Unido. En sus giras de conciertos ha contado con la colaboración de famosos intérpretes de la música indostaní. Ha sido director musical de una serie de programas musicales, documentales y dramas de la AIR y el ente de televisión pública Doordarshan.